# تبه‌ژن‌شناسی
تَبَه‌ژن‌شناسی یا دیسژنیک (به انگلیسی: Dysgenics) ((همچنین به عنوان کاکوژنیک شناخته می‌شود) (به انگلیسی: cacogenics)) مطالعه عوامل تولید انباشت و تداوم معیوب یا زیان ژن و صفات در فرزندان از یک جمعیت خاص یا گونه است.
کاهش شیوع صفاتی است که از نظر اجتماعی مطلوب یا سازگار با محیط هستند اما به دلیل فشار انتخابی از تولیدمثل بازمی‌مانند. به عنوان مثال تمایل به ارتقاء بقا یا تولید مثل توسط افراد کمتر سازگار (مانند افراد ضعیف یا بیمار) به ویژه به هزینه افراد سازگار (مانند افراد قوی یا سالم) در هنگام جنگ است.
در سال ۱۹۱۵ این اصطلاح توسط دیوید استار جردن برای توصیف اثرات مضر احتمالی جنگ مدرن بر آمادگی ژنتیکی در سطح گروه به دلیل تمایل آن به کشتن مردان سالم از نظر جسمی و در عین حال حفظ معلولان در خانه استفاده شد. نگرانی‌های مشابهی توسط اصلاح‌طلبان اولیه و داروینیست‌های اجتماعی در قرن نوزدهم مطرح شده بود و همچنان نقش خود را در بحث‌های علمی و سیاست عمومی در طول قرن بیستم ایفا می‌کرد. نگرانی‌های اخیر در مورد اثرات مخرب فرضی در جمعیت‌های انسانی توسط روان‌شناس بحث‌برانگیز ریچارد لین مطرح شده‌است، به ویژه در کتاب دیسژنیک: زوال ژنتیکی در جمعیت‌های مدرن در سال ۱۹۹۶، که استدلال می‌کند که کاهش فشار انتخاب طبیعی و کاهش مرگ و میر نوزادان از زمان انقلاب صنعتی منجر به افزایش انتشار صفات مضر و اختلالات ژنتیکی شده‌است.
علیرغم این نگرانی‌ها، مطالعات ژنتیکی شواهدی برای اثرات دیسژنیک در جمعیت‌های انسانی نشان نداده‌است.

## بررسی اجمالی
یک پارادوکس رفتار انسانی در جوامع صنعتی این است که وضعیت اجتماعی-اقتصادی بالا معمولاً با موفقیت باروری ارتباط منفی دارد. این موضوع از منظر تکاملی گیج کننده است که در آن فرض می‌شود که موقعیت بالا امکان دسترسی بیشتر به شرکای جنسی و همچنین توانایی افزایش یافته برای حمایت از فرزندان را فراهم می‌کند، که این امر در جوامع پیش از انقلاب صنعتی وجود داشت و احتمالاً در مورد انسان خردمند سراسر جهان صادق بوده‌است. از منظر اقتصادی نیز گیج کننده است، زیرا کودکان مخارج عمده ای هستند که باید داشتن آنها برای کسانی که منابع بیشتری دارند مقرون به صرفه تر باشد. رابطه منفی به‌طور معمول مشاهده شده به عنوان یک مشکل اصلی در مطالعه تکاملی رفتار انسان توصیف شده‌است. رابطه بین توانایی شناختی و باروری یکی از ابعاد مهم این پازل است. برای بیش از یک قرن، اکثر مطالعات نشان داده‌اند که توانایی شناختی بالاتر با موفقیت تولید مثل کمتر مرتبط است، علیرغم این واقعیت که افراد با توانایی شناختی بالا به‌طور قابل ملاحظه ای به موفقیت اجتماعی-اقتصادی بالاتری نسبت به افراد با توانایی شناختی پایین دست می‌یابند و این موضوع که هم مرد و هم زن، هوش را به عنوان یک ویژگی مطلوب در یک همسر بالقوه ارزیابی می‌کنند. علاوه بر این، پیشنهاد شده‌است که تکامل توانایی شناختی بالا در انسان خردمند به انتخاب طبیعی مثبت در هوش نسبت داده می‌شود، زیرا هوش بالاتر قابلیت‌های تعامل اجتماعی بیشتری را تسهیل می‌کند، که به نوبه خود منجر به موفقیت باروری بیشتر می‌شود. شواهد تجربی نشان می‌دهد که ارتباط بین موفقیت اجتماعی-اقتصادی، که احتمالاً با توانایی شناختی بالا مرتبط است، و موفقیت باروری در طیف گسترده‌ای از جوامع ماقبل صنعتی مثبت بوده‌است. در مقابل، شواهد تجربی برای رابطه بین وضعیت اجتماعی-اقتصادی و باروری در دو قرن گذشته مبهم است، و اکثر مطالعات یک ارتباط منفی را گزارش می‌کنند.

## در فرهنگ عامه
داستان کوتاه نویسنده آمریکایی سیریل ام. کورنبلوت، در سال ۱۹۵۱ احمق‌های راهپیمایی نمونه‌ای از داستان‌های دیسژنیک است که مردی را توصیف می‌کند که به‌طور تصادفی در آینده‌ای دور به سر می‌برد و متوجه می‌شود که دیسژنیک منجر به حماقت جمعی شده‌است. مایک جاج در سال ۲۰۰۶ فیلم ایدیوکراسی (فیلم) نیز همین فرض را دارد، با شخصیت اصلی که موضوع یک آزمایش نظامی خواب زمستانی است که به اشتباه می‌افتد و او را ۵۰۰ سال به آینده می‌برد. در حالی که در فیلم احمق‌های راهپیمایی تمدن توسط گروه کوچکی از انسان‌های نابغه‌ فداکار سرپا نگه داشته می‌شود، در بی‌فرزندی داوطلبانه در میان زوج‌های با ضریب هوشی بالا تنها سامانه خبره برای ایفای این نقش باقی می‌ماند.

## یادداشت
1. ↑  "cacogenics". Freedictionary.com. Retrieved 2008-06-29. Cacogenics, the study of the operation of factors that cause degeneration in offspring, especially as applied to factors unique to separate races. Also called dysgenics.
2. ↑  «نسخه آرشیو شده». بایگانی‌شده از اصلی در ۱۸ مارس ۲۰۰۹. دریافت‌شده در ۱۰ اکتبر ۲۰۱۶.
3. ↑  «نسخه آرشیو شده». بایگانی‌شده از اصلی در ۲۰ ژوئیه ۲۰۱۲. دریافت‌شده در ۱۰ اکتبر ۲۰۱۶.
4. ↑  "Definition of DYSGENIC". Merriam-Webster (به انگلیسی). 2023-10-06. Retrieved 2023-10-06.‏
5. ↑  Jordan, David Starr (2003). War and the Breed: The Relation of War to the Downfall of Nations (Reprint ed.). Honolulu: University Press of the Pacific. ISBN 978-1-4102-0900-9.
6. ↑  Carlson, Elof Axel (2001). The Unfit: A History of a Bad Idea. Cold Spring Harbor Laboratory Press. pp. 189–193. ISBN 978-0-87969-587-3.
7. ↑  Carlson, Elof Axel (2001). The Unfit: A History of a Bad Idea. Cold Spring Harbor Laboratory Press. ISBN 978-0-87969-587-3.
8. 1 2  Fischbach, Karl-Friedrich; Niggeschmidt, Martin (2022). "Do the Dumb Get Dumber and the Smart Get Smarter?". Heritability of Intelligence. Springer. pp. 37–39. doi:10.1007/978-3-658-35321-6_9. ISBN 978-3-658-35321-6. S2CID 244640696. Since the nineteenth century, a 'race deterioration' has been repeatedly predicted as a result of the excessive multiplication of less gifted people (Galton 1869; see also Fig. 9.1). Nevertheless, the educational and qualification level of people in the industrialized countries has risen strongly. The fact that the 'test intelligence' has also significantly increased (Flynn 2013), is difficult to explain for supporters of the dysgenic thesis: they suspect that the 'phenotypic intelligence' has increased for environmental reasons, while the 'genotypic quality' secretly decreases (Lynn 1996, p. 111). There is neither evidence nor proof for this theory.
9. ↑  Richard Lynn: Dysgenics: genetic deterioration in modern populations Westport, Connecticut. : Praeger, 1996. , شابک ‎۹۷۸−۰−۲۷۵−۹۴۹۱۷−۴.
10. ↑  Conley, Dalton; Laidley, Thomas; Belsky, Daniel W.; Fletcher, Jason M.; Boardman, Jason D.; Domingue, Benjamin W. (14 June 2016). "Assortative mating and differential fertility by phenotype and genotype across the 20th century". Proceedings of the National Academy of Sciences. 113:24 (24): 6647–6652. doi:10.1073/pnas.1523592113. PMC 4914190. PMID 27247411.
11. ↑  Bratsberg, Bernt; Rogeberg, Ole (26 June 2018). "Flynn effect and its reversal are both environmentally caused". Proceedings of the National Academy of Sciences. 115:26 (26): 6674–6678. doi:10.1073/pnas.1718793115. PMC 6042097. PMID 29891660.
12. ↑  Neisser, Ulric (1998). The Rising Curve: Long-Term Gains in IQ and Related Measures. American Psychological Association. pp. xiii–xiv. ISBN 978-1-55798-503-3. There is no convincing evidence that any dysgenic trend exists. . . . It turns out, counterintuitively, that differential birth rates (for groups scoring high and low on a trait) do not necessarily produces changes in the population mean.
13. ↑  Kolk, Martin; Barclay, Kieron (2019-05-15). "Cognitive ability and fertility among Swedish men born 1951–1967: evidence from military conscription registers". Proceedings of the Royal Society B: Biological Sciences (به انگلیسی). 286 (1902). doi:10.1098/rspb.2019.0359. ISSN 0962-8452. PMC 6532519. PMID 31064299.‏
14. ↑  Mitchell, Dan (2006-09-09). "Shying away from Degeneracy". The New York Times. Retrieved 2008-06-29.